# 라비아노
라비아노(이탈리아어: Laviano)는 이탈리아 캄파니아주 살레르노도에 위치한 코무네다.